# Amphicoma kubani
Amphicoma kubani är en skalbaggsart som beskrevs av Nikodym 2005. Amphicoma kubani ingår i släktet Amphicoma och familjen Glaphyridae. Inga underarter finns listade i Catalogue of Life.